# Cmentarz Komunalny nr 2 im. Ofiar II Wojny Światowej w Toruniu
Cmentarz Komunalny nr 2 im. Ofiar II Wojny światowej w Toruniu – cmentarz komunalny w Toruniu położony przy ul. Grudziądzkiej 129-137, założony w 1891 roku. Istotną część pochowanych na nim stanowią ofiary rozmieszczonych w Toruniu hitlerowskich obozów jenieckich i przejściowych.

## Historia
Pierwszy projekt nowego cmentarza dla katolików i ewangelików we wsi Mokre przedstawił pastor ewangelicki Andriessen w połowie 1889 roku. Było to motywowane wyczerpywaniem się miejsca na starym cmentarzu mokrzeńskim oraz panującymi tam fatalnymi warunkami higienicznymi. Rok później wybrano miejsce – niewielki lasek położony w znacznym oddaleniu od centrum Torunia, przy szosie prowadzącej na Chełmżę. Mimo protestów ze strony parafii Najświętszej Maryi Panny, 13 grudnia 1891 roku dokonano na nim pierwszego pochówku. W 1906 roku do cmentarza przyłączono pusty do tej pory teren położony wzdłuż ul. Wielki Rów do ul. Koniuchy. Po kolejnym rozszerzeniu (dodanie działki od ulicy Grudziądzkiej w okresie międzywojennym) cmentarz składał się z 25 kwater.
Większość grobów pochodzi z pocz. XX wieku i z okresu międzywojennego.
W czasie II wojny światowej na cmentarzu pochowane zostały ofiary obozu Szmalcówka. Po zakończeniu konfliktu przeniesiono na niego część szczątków Żydów zamordowanych w regionie toruńskim oraz żołnierzy i jeńców radzieckich. W maju 1997 roku na cmentarz przeniesione zostały pozostałości pomnika wdzięczności Armii Czerwonej, położonego pierwotnie w centrum Torunia.

## Obiekty architektoniczne na terenie cmentarza
Na terenie cmentarza znajduje się kostnica, która została wzniesiona w XIX wieku.

## Pochowani
Większość pochowanych stanowią ofiary II wojny światowej. Rada Ochrony Pamięci Walk i Męczeństwa sprawuje opiekę nad dziewięcioma mogiła i pomnikami, stanowiącymi miejsce pamięci narodowej. W skład mogił wchodzą:
- mogiła 711 zamordowanych Polaków;
- mogiła 91 Polaków zamordowanych w latach 1939–1945 w Szmalcówce;
- mogiła z pomnikiem, mieszcząca się w miejscu złożenia prochów ofiar zbrodni w Barbarce;
- mogiła 140 Polaków, którzy zmarli podczas powrotu z obozów koncentracyjnych;
- mogiła z pomnikiem 334 zamordowanych dzieci polskich;
- mogiła zbiorowa dzieci polskich zmarłych latach 1940–1943 w Szmalcówce;
- mogiła pomordowanych Żydówek z Chorabia;
- mogiła 541 żołnierzy Armii Czerwonej poległych w 1945 roku;
- pomnik Sybiraków W hołdzie pomordowanym i zmarłym na  nieludzkiej ziemi w latach 1940-1956.

Ponadto na cmentarzu zostali pochowani:
- Julian Nowicki (1912–1936) – robotnik, członek Komunistycznej Partii Polski[1];
- Idzi i Regina Krymscy – nauczyciele i wychowawcy młodzieży[1];
- Jan Ratyński (zm. 1997) – żołnierz Armii Krajowej[1];
- Leon Jeśmanowicz – matematyk, karykaturzysta, profesor Uniwersytetu Mikołaja Kopernika w Toruniu[7][8].